# 쇠렌 부스크
쇠렌 토마스 부스크(덴마크어: Søren Thomas Busk, 1953년 4월 10일~)는 덴마크의 전직 축구 선수로, 현역 시절 수비수로 활약했다. 그는 주로 우측 수비수나 중앙 수비수를 맡았다. 그는 현역 시절 유럽의 여러 프로 구단을 전전했고, 헨트에서 벨기에 컵 우승에 일조했다. 그는 덴마크 국가대표팀 경기에 61번 출전해 2골을 기록했고, 유로 1984, 1986년 월드컵, 그리고 유로 1988에 자국을 대표로 참가했다.

## 생애
수도 지역 글로스트루프 출신인 부스크는 인근 글로스트루프에서 축구를 시작해 1군 신고식을 치렀다. 그는 1976년 23세가 되어 독일 2. 분데스리가의 베스트팔리아 헤르네로 이적하며 해외 무대에 진출했다. 부스크는 헤르네 1년차에 32번의 경기에 출전해 12골을 기록했다. 그는 헤르네에서 3년을 활약하면서 2. 분데스리가 무대에 총 105번의 경기에 출전해 16골을 기록했다. 헤르네 시절, 부스크는 처음으로 덴마크 국가대표팀에 차출되었고, 1979년 5월에 첫 국제 경기에 출전했다. 그는 헤르네 시절에 3번의 국가대표팀 경기에 출전했다. 1979년 여름, 부스크는 네덜란드 에레디비시의 MVV에 입단했다. MVV 시절, 부스크는 1979-80 시즌 리그를 11위로, 1980-81 시즌을 8위로 마쳤다. MVV는 1981-82 시즌을 16위로 마치면서 2부 리그인 에이르스터 디비시로 강등되었고, 부스크는 1982년 여름에 마스트리흐트를 떠났다.
그는 벨기에 벨기에 1부 리그의 헨트로 이적했다. 그는 헨트에서 3년을 활약하면서 구단 올해의 선수로 매해 지명되었고, 헨트의 1984년 벨기에 컵 우승에 일조했다. 부스크는 유로 1984에 덴마크 국가대표팀에 차출되어 자국을 대표로 대회에 참가했다. 그는 프랑스, 유고슬라비아, 그리고 벨기에와의 조별 리그 3경기에서 덴마크의 우측 수비를 맡았고, 이후 리옹에서 열린 스페인과의 준결승전에서는 반대쪽 측면 수비를 맡았고, 그의 자리에 욘 시베베크가 자리잡았다. 1985년 여름, 부스크는 MVV로 복귀했다. 마스트리흐트로 돌아온 후, 그는 덴마크의 1986년 월드컵 본선행을 도왔다. 부스크는 대회 본선에서 인상적인 활약으로 덴마크의 조 1위에 일조했지만, 스페인과의 16강전에서 1-5 참패를 당했는데, 2번의 페널티 킥 중 후반의 1번을 헌납했다.
월드컵 종료 후인 1986년 여름, 부스크는 프랑스 디비시옹 1의 모나코로 이적했다. 그는 모나코에서 1년을 보내고 1987년 여름에 오스트리아 분데스리가의 비너로 이적해 1년을 몸담았다. 비너 시절, 부스크는 덴마크를 대표로 유로 1988에 참가했고, 덴마크의 대회 1차전 경기에 출전했다. 대회 종료 후, 부스크는 국가대표팀 유니폼을 반납했고, 1988년 여름에 자국 무대로 복귀했다.
그는 1988년에 헤르푈게에 입단했다. 1989년, 그는 헤르푈게의 단장으로 임명되어 이 보직을 1년 반 맡았다. 그는 1990년에 은퇴하기 전까지 현역 선수와 단장직을 겸했다.
그는 이후 셀렉트 스포츠의 판매 부장으로 취직했다.

## 수상
헨트
- 벨기에 컵: 1983–84